# Lorelei
El risco Lorelei (en alemán escrito Loreley -grafía recomendada- o Lorelei -grafía secundaria-) se encuentra en Alemania en el Valle Superior del Medio Rin cerca de St. Goarshausen (entre Bingen y Coblenza). Es un escarpado con una fuerte pendiente a una altitud de 120 metros desde la cuenca denominada “Rin romántico” (Romantischer Rhein en alemán). Forma parte del conjunto Valle Superior del Medio Rin que fue declarado Patrimonio de la Humanidad por la Unesco en junio de 2002.
En las cercanías del risco existen secciones del río cubiertas de piedras, con salientes, y sectores de aguas poco profundas, que combinados con una corriente hacen de este un lugar peligroso. El Rin es una importante vía fluvial, y en el curso de los siglos numerosos marineros, especialmente los desprevenidos, han perdido sus vidas en él.
Este risco está asociado a diversas leyendas originarias del folclore alemán. Clemente Brentano, en 1801, escribió la historia “Lore Lay” (cf. Werner Bellmann, Brentanos Lore Lay-Ballade und der antike Echo-Mythos, en: Detlev Lüders (Ed.), Clemens Brentano. Beiträge des Kolloquiums im Freien Deutschen Hochstift, 1978, Tübingen, 1980), que luego fue convertido en un poema por Heinrich Heine. Heine y otros poetas utilizaron la palabra “Lorelei”.

## Poema de Heine "Die Lore-ley" (1827)

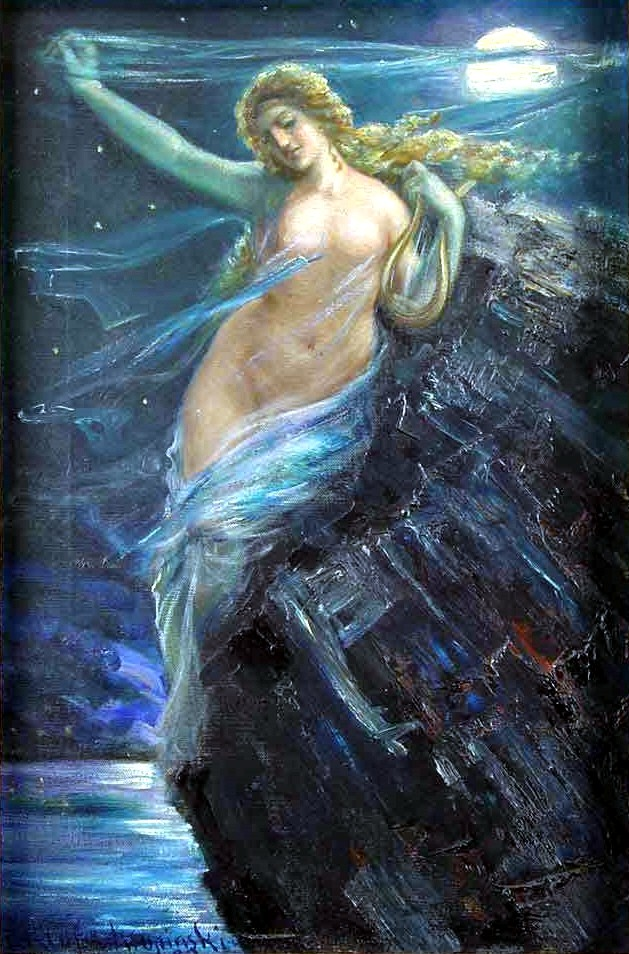
Loreley, sirena de la mitología germánica que se colocaba en una roca sobre el Rin y con su canto seducía a los navegantes.

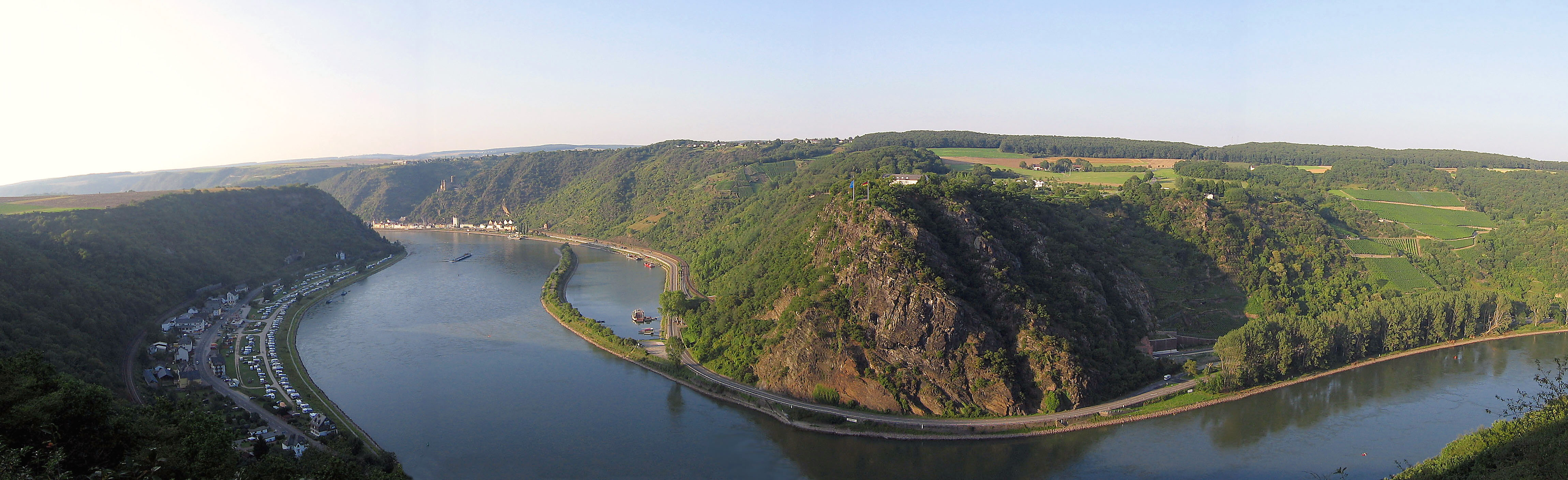
El risco de Lorelei a orillas del Rin

Este poema, obra de Heinrich Heine, está inspirado en Loreley, la ondina que, según la leyenda, habita este risco, nombre que modernamente también se encuentra escrito Lorelei en alemán y en español. Traducción libre:

Busco en vano esto que siento

De por qué estoy tan triste y apenado;

Una historia me ha dejado sin aliento

sin descanso en éxtasis he quedado.

Fresco está el aire y oscurece

calmo está el Rin en su mover;

La cima acantilada luz parece

es el último brillar del sol atardecer.

La más pura de las doncellas sentada

allá arriba lleva a maravillar.

su dorado tesoro se mostraba;

su dorado cabello ella al peinar.

con un peine de oro ella al usar

canta una canción ensoñadora

su melodía extraña al sonar

es intensamente abrumadora.

El pescador en su pequeña barca

apresado es en su anhelo y suspirar.

No ve las rocas no las abarca

Sólo allá arriba se pierde en su mirar.

Creo que el oleaje pronto arrojará

a ambos, a su fin a la barca y al ser;

Eso es lo que esa canción logrará

La Lorelei en hechizante atardecer.

En 1837, el compositor Friedrich Silcher (1789-1860), musicó el texto heiniano, creando con ello lo que sería una de sus composiciones más populares hasta el día de hoy.
Poco después, en 1843, Clara Schumann (1819-1896) compuso su lied Die Lorelei (escrito también Die Loreley), con el texto heiniano.
Aparte de estas dos versiones musicales, el poema heiniano ha sido musicado al menos más de una docena de veces más.
Además, la canción Lorelei del grupo Scorpions también hace alusión a este risco, y la canción "Lorelei" de la banda estadounidense Clutch se basa en el lugar y en el poema de Heine.